# Pithys
Pithys – rodzaj ptaków z rodziny chronkowatych (Thamnophilidae).

## Występowanie
Rodzaj obejmuje gatunki występujące w Ameryce Południowej.

## Morfologia
Długość ciała 11,5–14 cm, masa ciała 18–31,5 g.

## Systematyka

### Nazewnictwo
Autor opisu taksonu nie wyjaśnił pochodzenia nazwy rodzajowej, być może pochodzi od nazwy z języka guaraní użytej przez de Azarę w 1802–1805 roku lub kombinacji nazwy rodzaju Pipra z łacińskim słowem thlypis oznaczającym „ptaka śpiewającego”.

### Podział systematyczny
Do rodzaju należą następujące gatunki:
- Pithys albifrons (Linnaeus, 1766) – dziwaczek maskowy
- Pithys castaneus Berlioz, 1938 – dziwaczek kasztanowaty